# キタシバスペイン
キタシバスペインとは日本の競走馬である。1990年代前半に金沢競馬場で活躍した。

## 来歴
1990年1月に京都競馬場で初出走。中央競馬ではダートコースの短距離をおもに走り、23戦5勝を挙げた。出走したのは一般競走が中心であり特別競走は未勝利、重賞には出走していない。
1992年1月25日、京都競馬第8競走で1着となったが、競走後のドーピング検査において尿から禁止薬物であるカフェインが検出された（詳細はキタシバスペイン事件を参照）。
上記の一件後に馬主が変わり、本馬は地方競馬へ移籍した。移籍先となった金沢競馬場では長距離戦でも実績を挙げ、1992年には当地の大レースにあたる百万石賞、北國王冠などを制し、また笠松競馬場に遠征して全日本サラブレッドカップにも優勝した。1993年には北國王冠を連覇し、1994年には白山大賞典を制している。地方競馬で獲得した賞金は1億円を超えた。
10歳（旧表記）となる1996年まで競走生活を送り、引退後の1997年から種牡馬となったが、3頭に種付けを行ったのみで死亡した。産駒は2頭であったが、いずれも地方競馬で勝利を挙げている。

## 血統表
| キタシバスペインの血統                                 | キタシバスペインの血統             | キタシバスペインの血統 | （血統表の出典）     | （血統表の出典） |
| 父系                                                   | オーエンテューダー系               | オーエンテューダー系   | オーエンテューダー系 | [ § 2 ]          |
| 父 *フィリップオブスペイン Philip of Spain 1969 黒鹿毛 | 父の父Tudor Melody 1956 黒鹿毛     | Tudor Minstrel         | Owen Tudor           | Owen Tudor       |
| 父 *フィリップオブスペイン Philip of Spain 1969 黒鹿毛 | 父の父Tudor Melody 1956 黒鹿毛     | Tudor Minstrel         | Sansonnet            |                  |
| 父 *フィリップオブスペイン Philip of Spain 1969 黒鹿毛 | 父の父Tudor Melody 1956 黒鹿毛     | Matelda                | Dante                | Dante            |
| 父 *フィリップオブスペイン Philip of Spain 1969 黒鹿毛 | 父の父Tudor Melody 1956 黒鹿毛     | Matelda                | Fairy Hot            |                  |
| 父 *フィリップオブスペイン Philip of Spain 1969 黒鹿毛 | 父の母Lerida 1961 鹿毛             | *マタドア              | Golden Cloud         | Golden Cloud     |
| 父 *フィリップオブスペイン Philip of Spain 1969 黒鹿毛 | 父の母Lerida 1961 鹿毛             | *マタドア              | Spanish galantry     |                  |
| 父 *フィリップオブスペイン Philip of Spain 1969 黒鹿毛 | 父の母Lerida 1961 鹿毛             | Zepherin               | Pylon                | Pylon            |
| 父 *フィリップオブスペイン Philip of Spain 1969 黒鹿毛 | 父の母Lerida 1961 鹿毛             | Zepherin               | Gulabi               |                  |
| 母 キタシバサクラ 1978 鹿毛                            | 母の父*ラディガ Ladiga 1969 鹿毛   | Graustark              | Ribot                | Ribot            |
| 母 キタシバサクラ 1978 鹿毛                            | 母の父*ラディガ Ladiga 1969 鹿毛   | Graustark              | Flower Bowl          |                  |
| 母 キタシバサクラ 1978 鹿毛                            | 母の父*ラディガ Ladiga 1969 鹿毛   | Celia                  | Swaps                | Swaps            |
| 母 キタシバサクラ 1978 鹿毛                            | 母の父*ラディガ Ladiga 1969 鹿毛   | Celia                  | Pocahontas           |                  |
| 母 キタシバサクラ 1978 鹿毛                            | 母の母ビューティーバード 1973 鹿毛 | ヴィミー               | Wild Risk            | Wild Risk        |
| 母 キタシバサクラ 1978 鹿毛                            | 母の母ビューティーバード 1973 鹿毛 | ヴィミー               | Mimi                 |                  |
| 母 キタシバサクラ 1978 鹿毛                            | 母の母ビューティーバード 1973 鹿毛 | 出鵬                   | アドミラルバード     | アドミラルバード |
| 母 キタシバサクラ 1978 鹿毛                            | 母の母ビューティーバード 1973 鹿毛 | 出鵬                   | エンジエル           |                  |
| 母系(F-No.)                                            | (FN:12号族)                        | (FN:12号族)            | (FN:12号族)          |                  |
| 出典                                                   | 1. 2.                              | 1. 2.                  | 1. 2.                | 1. 2.            |